# Lesotho
Lesotho, oficial Regatul Lesotho este o țară în sudul Africii, formând o enclavă, fiind complet înconjurată de Africa de Sud. Capitala este Maseru. Lesotho înseamnă "Țara poporului care vorbește limba Sesotho".

## Istorie

### Istoria timpurie
Lesotho este locuit încă din preistorie de popoare indigene de culegători-vânători, printre care Khoisan și Bantu. Bazele națiunii moderne au fost puse în secolul al XIX-lea de către Moshoeshoe I, un conducător care a reușit să unească diferite triburi pentru a forma regatul Basotho (azi Lesotho). Moshoeshoe a reușit să construiască acest regat în contextul migrațiilor și conflictelor regionale cauzate de Mfecane, o serie de războaie și mișcări de populație provocate de expansiunea militară a zulușilor sub conducerea lui Shaka.

### Perioada colonială
În anii 1830 și 1840, Basotho a trebuit să facă față atacurilor din partea coloniștilor boeri din Transvaal și din statul Orange Free State, ceea ce a dus la pierderea unor teritorii. Pentru a proteja regatul de presiunile externe, Moshoeshoe I a cerut protecția britanicilor. În 1868, Basutoland (numele colonial al Lesotho) a devenit protectorat britanic, iar în 1884 a devenit oficial colonie a Marii Britanii. Sub administrația britanică, Basutoland și-a păstrat o oarecare autonomie internă, în special sub conducerea tradițională a regilor basotho.

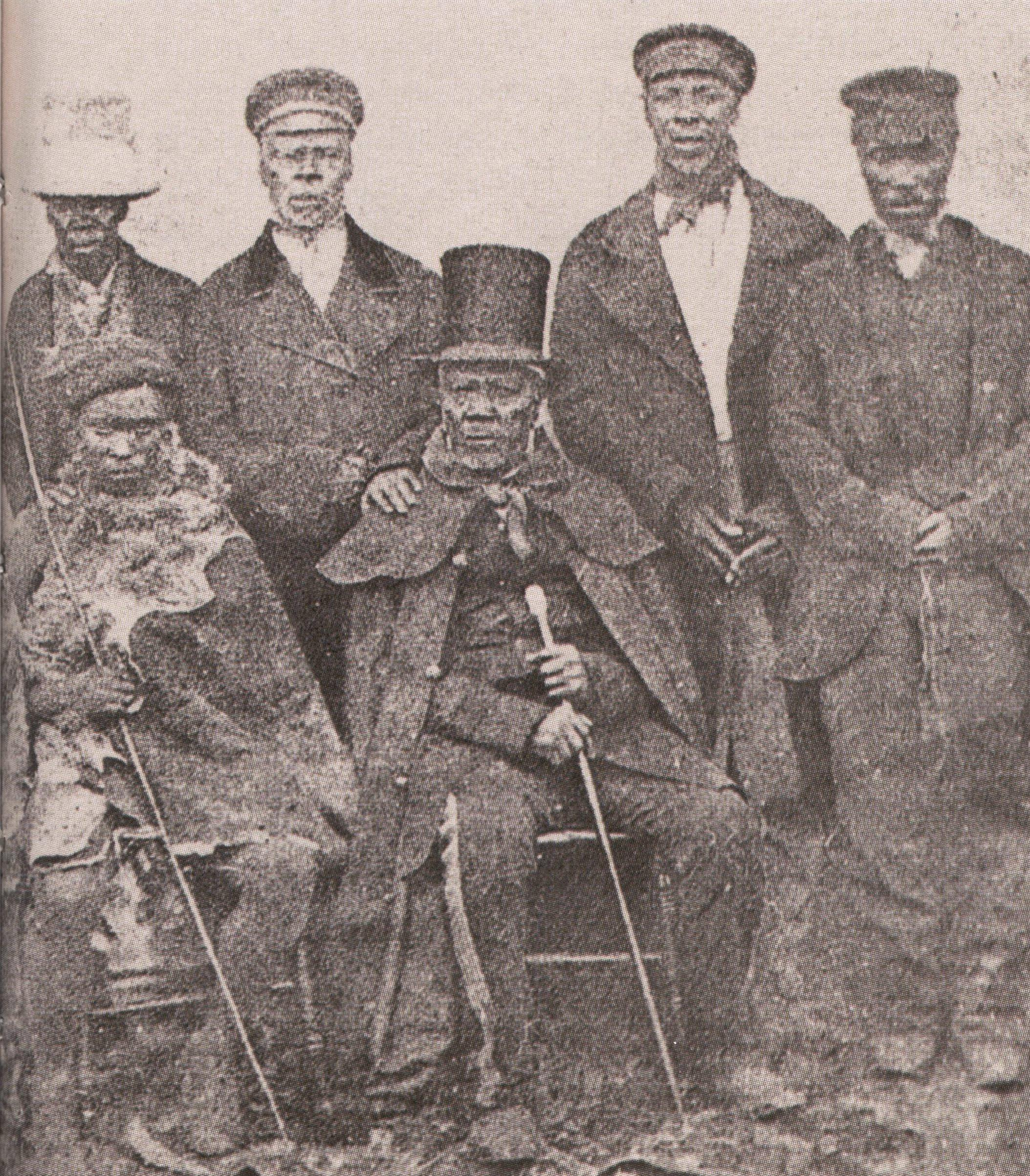
Regele Moshoeshoe 1-lea, cu miniștri săi

### Independența

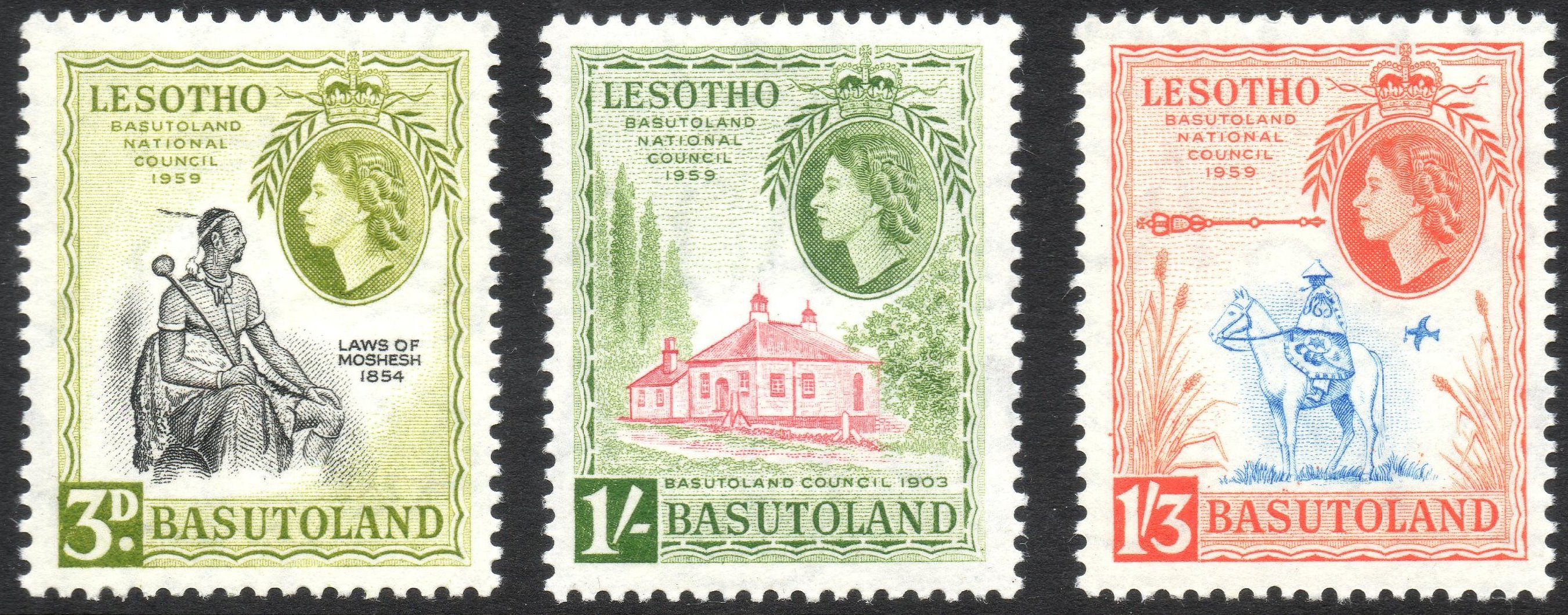
Ștampile din 1959 pentru consiliul național

Lesotho și-a obținut independența față de Marea Britanie pe 4 octombrie 1966, devenind un regat constituțional. Regele Moshoeshoe al II-lea a devenit șeful statului, iar Leabua Jonathan a fost ales prim-ministru. Însă, primii ani de independență au fost marcați de conflicte politice interne între monarhie și guvern, ceea ce a dus la instabilitate.

### Conflicte politice și tranziții
În anii '70 și '80, Lesotho a traversat o perioadă tumultoasă, inclusiv o lovitură de stat în 1986, care a condus la exilul regelui Moshoeshoe al II-lea. Țara a trecut printr-o serie de guverne militare și civile, iar în anii 1990, tensiunile dintre partidele politice au dus la intervenția armată a Comunității de Dezvoltare Sud-Africane (SADC), mai ales după alegerile contestate din 1998.

### Situația contemporană
În ciuda instabilității politice de-a lungul decadelor, Lesotho a rămas un regat constituțional, cu o democrație parlamentară. În prezent, Lesotho se confruntă cu provocări economice semnificative, cum ar fi sărăcia și șomajul ridicat, dar și cu probleme legate de sănătate, inclusiv un nivel ridicat al infecțiilor cu HIV/SIDA.
Lesotho este cunoscut pentru peisajele sale montane spectaculoase și pentru faptul că este una dintre puținele țări din lume situate complet la o altitudine de peste 1.000 de metri.

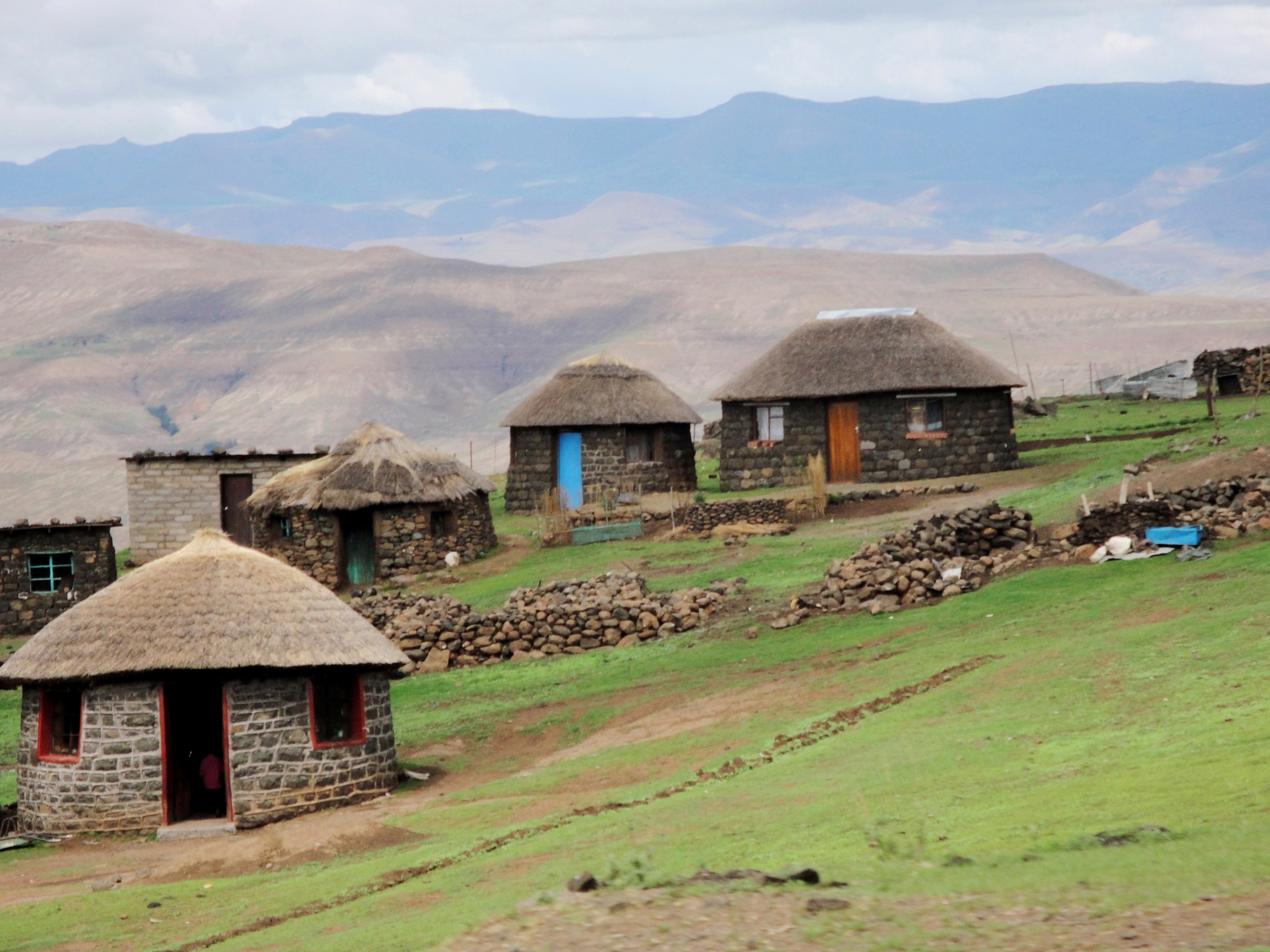
Sat montan din Lesotho

## Geografie
Lesotho este o țară a munților înalți. Peste 80% din teritoriul său se situează la altitudini de peste 1800 m. O mare parte a țării este dominată de masivul muntos Basuto. În vest, există un podiș jos, o fâșie cu lățimea între 30-40 km, la o altitudine de 1000 m. Circa 70% din populație trăiește aici și acesta este și centrul economic al țării. În est se ridică munții în trepte, în nord-est, includ o parte din Drakensberg. Aici se află cel mai înalt vârf din țară - Thabana Ntlenyana (3482 m).
În est și sud, platoul înalt coboară abrupt cu 1000-2000 m, unindu-se cu zona de câmpie din provinciile sud-africane Ostkap și KwaZulu-Natal. Fluviul Sengu (Orange) și afluenții săi au săpat adânc platoul, creând văi abrupte cu adâncimi de 800 m.

### Clima
Datorită altitudinii sale, Lesotho este rece pe tot parcursul anului față de alte regiuni de la aceeași latitudine. Majoritatea ploilor cad sub formă de furtuni de vară. În timpul verii în Maseru și regiunile mai joase din jur, temperaturile ajung de multe ori la 30°C (86°F). Iernile pot fi reci, în zonele joase înregistrându-se -7°C (19°F), iar în regiunile muntoase până la -18°C (0°F). Zăpada este frecventă în zonele muntoase între mai și septembrie; pe vârfurile înalte se pot produce ninsori pe tot parcursul anului.

## Politică
Articol principal: Politica Regatului Lesotho

## Districte

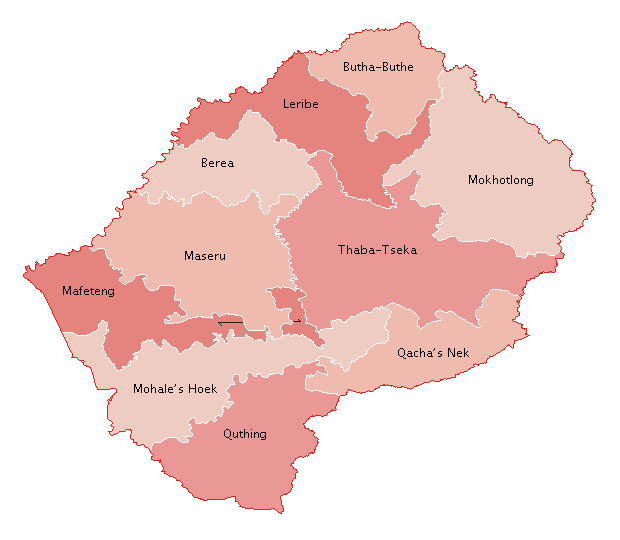
Districtele din statul Lesotho

Administrativ, Lesotho este împărțit în 10 districte, fiecare condusă de un administrator de district. Fiecare district are o capitală cunoscută sub titulatura camptown.
| - Berea - Butha-Buthe - Leribe - Mafeteng - Maseru |  | - Mohale's Hoek - Mokhotlong - Qacha's Nek - Quthing - Thaba-Tseka |  |

Districtele sunt subîmpărțite în 80 de circumscripții care au 129 consilii comunitare locale.

## Economie

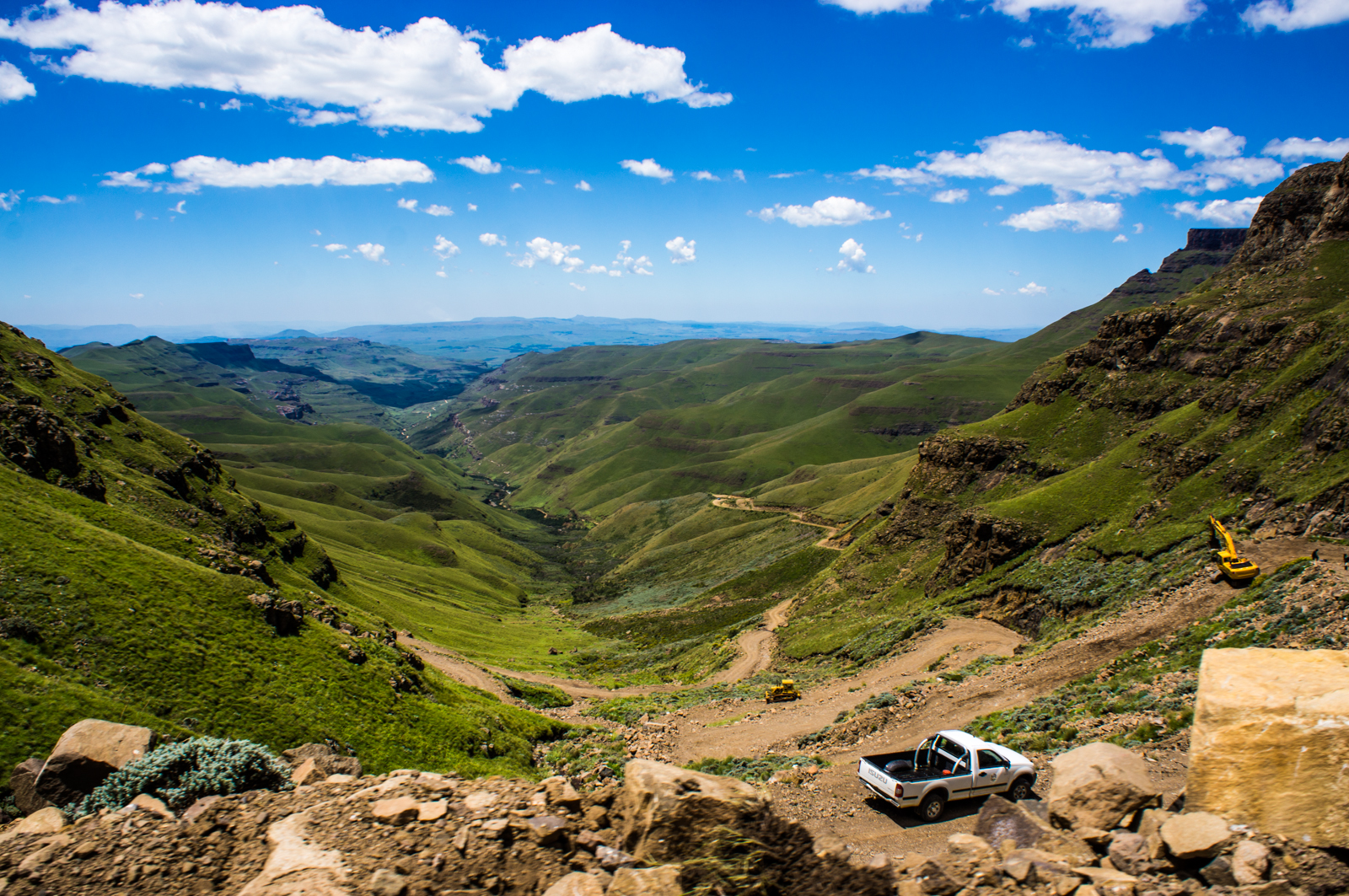
Sani pass; o atracție turistică populară, situată pe granița cu Africa de Sud

Economia regatului Lesotho se bazează pe agricultură, creșterea animalelor, fabricare și minerit și depinde de fluxurile de remitențe ale lucrătorilor și de încasările de la Uniunea Vamală din Africa de Sud (SACU). Majoritatea gospodăriilor trăiesc din agricultură, ocuparea forței de muncă din sectorul formal constă în principal din lucrătoare din sectorul îmbrăcămintei, forță de muncă migrantă de sex masculin, în principal mineri din Africa de Sud timp de 3 până la 9 luni și locuri de muncă de către Guvernul Lesotho (GOL). Zona joasă în vestul țării formează principala zonă agricolă. Aproape 50% din populație realizează venituri din culturile informale sau creșterea animalelor, aproape două treimi din veniturile țării provin din sectorul agricol. Procentul populației care trăiește sub paritatea puterii de cumpărare (PPP) USD 1,25 USD/zi a scăzut de la 48% la 44% între 1995 și 2003.
Moneda oficială este numită Maloti, care poate fi folosit alternativ cu randul sud-african. Loti-ul este la egalitate cu randul. Lesotho, Eswatini, Namibia și Africa de Sud formează o monedă comună și o zonă de control valutar cunoscută sub numele de Zona Monetară Comună (CMA).

## Demografie
Articol principal: Demografia Regatului Lesotho

## Cultură
Articol principal: Cultura Regatului Lesotho